# Metalus Hammerus Rex
Metalus Hammerus Rex je druhé kompilační album švédské powermetalové kapely Sabaton vydané 18. dubna 2012 přes nakladatelství Metal Hammer.

## Seznam skladeb
1. Carolus Rex
2. Swedish Pagans
3. White Death
4. Ghost Division
5. Attero Dominatus
6. Primo Victoria
7. Cliffs of Galipolli
8. 40:1
9. Hellrider
10. Harley from Hell

## Obsazení
- Joakim Brodén – zpěv, klávesy
- Rickard Sundén – kytara
- Oskar Montelius – kytara
- Pär Sundström – baskytara
- Daniel Mullback – bicí
- Daniel Mÿhr – klávesy